# Рабинович, Ицхак
Ицхак Рабинович (1887, Москва, Российская империя — 1971, Иерусалим, Израиль) — российский общественный деятель, деятель сионистского движения в Российской империи и СССР, руководитель еврейских спортивных и молодёжных организаций, правозащитник.

## Общественная деятельность
По образованию инженер. В 1912 году участвовал в создании спортивного общества «Маккаби» в Лодзи (Царство Польское, Российская империя) и первый его ответственный секретарь. Проходил профессиональную стажировку в Германии. В 1916 году возглавил московское спортивное общество «Маккаби», а с 1920 года стал председателем правления Всероссийского союза еврейских спортивных клубов «Маккаби». Организовал в Москве молодёжное движения «Маккаби ха-Цаир», которое в 1923 году переименовано в «Ха-шомер ха-цаир» и тогда же вошёл в члены правления этого движения.
В 1925 году вместе с другим московским сионистом, пианистом и профессором Давидом Шором передали и. о. председателя ВЦИК П. Смидовичу меморандум по поводу гонений на сионистов в Советском Союзе. Экземпляр меморандума был отправлен председателю Совнаркома А. Рыкову.
В меморандуме выдвигались следующие требования:
1. прекратить преследования сионистов и освободить всех арестованных;
2. разрешить эмиграцию в Палестину;
3. предоставить ивриту те же права, что и языкам других меньшинств в СССР.

В 1926 году был арестован по обвинению в контрреволюционной пропаганде и посажен в Бутырскую тюрьму; затем его сослали на три года в Кзыл-Орду (Казакская АССР, РСФСР), а в 1927 году — переведён в Тверь с сокращением срока ссылки до двух лет.
В 1929 году был выдворен в Палестину, вместе с другими деятелями сионистского движения.
Автор воспоминаний «От Москвы до Иерусалима» (на иврите).